# Store Dyrehave
Store Dyrehave er et skovområde syd for Hillerød i Nordsjælland. Store Dyrehave blev indhegnet af et jorddige i 1628 af Christian 4. i forbindelse med opførelsen af Frederiksborg Slot, for at holde en hjortebestand inde. Christian 5. anlagde i 1670-80 de karakteristiske stjerneformer med det formål at drive parforcejagt, noget der også stadig ses i Dyrehaven ved Jægersborg. 
Store Dyrehave fik dog også en rolle som stutteri helt frem til 1871, og en del af de heste, der blev flyttet til Hillerødsholm, var oprindelsen til den røde Frederiksborg race. 
Store Dyrehave indgår i Nationalpark Kongernes Nordsjælland. I 2018 blev 110 hektar skov udpeget til urørt løvskov i Store Dyrehave. I området findes også flere større områder, der er udlagt  som naturmæssigt særlig
værdifuld skov (§ 25-skov).